# Oncoba breteleri
Oncoba breteleri är en videväxtart som beskrevs av S. Hul. Oncoba breteleri ingår i släktet Oncoba och familjen videväxter. Inga underarter finns listade i Catalogue of Life.